# Mala žabousta
Mala žabousta (lat. Batrachostomus javensis) je vrsta ptice roda Batrachostomus. Nalazi se u Bruneju, Indoneziji, Maleziji, Mianmaru, te na Filipinima i na Tajlandu. Promatranje ove ptice je neuobičajeno. Malena je, a ima velike ušne rese. Ima promijenjivo perje. Postoje četiri podvrste ove ptice. Batrachostomus javensis affinis i Batrachostomus javensis continentalis se smatraju zasebnim vrstama.

## Populacija
Prirodna staništa su joj tropske i suptropske nizinske šume. Nestaje joj staništa jer u 12 godina je nestalo 30% tropskih i suptropskih šuma.  Nije potpuno ugrožena vrsta jer može živjeti u sekundarnim staništima. Nalazi se na IUCN-ovu crvenom popisu ugroženih vrsta. Ne zna se točna populacija vrste, a procjenjuje se na 10 000.

## Vanjske poveznice
- Karta rasprostranjenosti
- Slike

### Ostali projekti
|  | Zajednički poslužitelj ima stranicu o temi Batrachostomus javensis    |
|  | Zajednički poslužitelj ima još gradiva o temi Batrachostomus javensis |
|  | Wikivrste imaju podatke o taksonu Batrachostomus javensis             |